# Анна Пршемисловна
Анна Пршемисловна (на чешки: Anna Přemyslovna) е кралица на Бохемия, съпруга на крал Хайнрих от Каринтия.

## Биография
Родена е на 15 октомври 1290 г. Тя е най-голямата от преживелите дъщери на бохемския крал Вацлав II и на германската принцеса Гута Хабсбургска. Остава без майка, когато е на седем години.
През 1306 г. Анна е омъжена за херцога на Каринтия Хайнрих. Същата година умира братът на Анна – крал Вацлав III, след което чешките аристократи избират съпруга ѝ за нов крал на Бохемия и Полша. Властта на Анна и Индржих Корутански обаче е оспорена от Рудолф Хабсбургски, който успява да се наложи и принуждава Анна и Индржих Корутански да избягат в Каринтия. Рудолф обаче умира през 1307 г. и властта в Бохемия отново преминава в ръцете на Анна и съпруга ѝ.
Анна и Индржих Корутански се опитват да омъжат по-малката сестра на Анна – Елишка Пршемисловна, за Ото фон Льобдабург, но Елишка категорично отказва да го направи, което нагнетява отношенията между двете сестри. През 1310 г. сестрата на Анна се омъжва за друг претендент за чешката корона – Ян Люксембургски, който обсажда чешката столица през 1310 г. Останали без поддръжници, Анна и Индржих Корутански отново бягат в Каринтия, където Анна умира бездетна на 22-годишна възраст. След смъртта ѝ Индржих Корутански се жени още два пъти.